# Ford Mustang (septième génération)
Cet article concerne la septième génération de l'automobile Ford Mustang. Pour des informations générales sur la Mustang, consultez Ford Mustang.
Pour les articles homonymes, voir Ford Mustang (homonymie).
La Ford Mustang VII est un coupé ou cabriolet sportif du constructeur automobile américain Ford produit à partir de 2023. Elle est la 7e génération de Ford Mustang produites au total à plus de 10 millions d'exemplaires depuis 1964.

## Présentation
La septième génération de Mustang (type S650) est présentée au salon de Détroit, le 14 septembre 2022. Lors de l'événement, plusieurs modèles destinés uniquement à la piste ont été présentés, dont un modèle NASCAR Cup Series. La nouvelle série Dark Horse a également été annoncée, destinée à combler le vide entre les anciennes Mach 1 et GT350, jouant un rôle similaire à celui des Mustang Boss 302 de 2012.

## Caractéristiques techniques
La Mustang VII repose sur la plateforme technique de la Mustang VI.
À l'intérieur, la planche de bord modernisée reçoit une double dalle numérique composée d'un écran pour l'instrumentation de 12,4 pouces et d'un écran tactile pour l'info-divertissement de 13,2 pouces orienté vers le conducteur, et équipée du système Ford SYNC 4.

### Motorisations
La Mustang VII reprend les motorisations de la Mustang VI, à savoir le 4-cylindres en ligne turbocompressé à injection directe EcoBoost de 2,3 L et le V8 Coyote de 5,0 L, accouplé à une boîte manuelle à six vitesses ou une boîte automatique à dix rapports.
| Modèle                      | Construction | Moteur                        | Cylindrée         | Puissance                      | Couple                 |
| --------------------------- | ------------ | ----------------------------- | ----------------- | ------------------------------ | ---------------------- |
| EcoBoost                    | 2024 -       | 4 cylindres en ligne EcoBoost | 2 253 cm3 (2,3 L) | 235 kW (315 ch) à 5 500 tr/min | 475 N m à 3 000 tr/min |
| GT (Europe)                 | 2024 -       | 8 cylindres en V Coyote       | 5 037 cm3 (5,0 L) | 334 kW (446 ch) à 7 150 tr/min | 538 N m à 4 900 tr/min |
| GT                          | 2024 -       | 8 cylindres en V Coyote       | 5 037 cm3 (5,0 L) | 358 kW (480 ch) à 7 150 tr/min | 567 N m à 4 900 tr/min |
| GT (avec échappement actif) | 2024 -       | 8 cylindres en V Coyote       | 5 037 cm3 (5,0 L) | 362 kW (486 ch) à 7 250 tr/min | 567 N m à 4 900 tr/min |
| Dark Horse (Europe)         | 2024 -       | 8 cylindres en V Coyote       | 5 037 cm3 (5,0 L) | 338 kW (453 ch) à 7 250 tr/min | 538 N m à 4 900 tr/min |
| Dark Horse                  | 2024 -       | 8 cylindres en V Coyote       | 5 037 cm3 (5,0 L) | 373 kW (500 ch) à 7 250 tr/min | 567 N m à 4 900 tr/min |

## Mustang Dark Horse
Ford dévoile un nouveau label sportif destinée aux versions homologuées ou non pour la route. Les Mustang Dark Horse (Cheval sombre) reçoivent des équipements renforçant leur caractère sportif avec un différentiel à glissement limité, châssis adapté, barre stabilisatrice arrière, amortisseurs MagneRide adaptatifs, étriers de frein Brembo à 6 pistons, refroidissement renforcé, nouveau radiateur, renforts de jambes de force, boite de vitesse manuelle Tremec à six rapports, spoiler arrière,.